# Challenger de Manta 2014
El Manta Open 2014 fue un torneo de tenis profesional jugado en canchas de pistas duras. Se disputó la 11.ª edición del torneo que formó parte del circuito ATP Challenger Tour 2014. Se llevó a cabo en Manta, Ecuador entre el 30 de junio y el 6 de julio de 2014.

## Jugadores participantes del cuadro de individuales

### Cabezas de serie
| País                      | Jugador          | Ranking1 | N.º |
| ------------------------- | ---------------- | -------- | --- |
| Bandera de Francia        | Adrian Mannarino | 81       | 1   |
| Bandera de Argentina      | Facundo Bagnis   | 111      | 2   |
| Bandera de Argentina      | Facundo Argüello | 115      | 3   |
| Bandera de Canadá         | Peter Polansky   | 126      | 4   |
| Bandera de Japón          | Tatsuma Ito      | 129      | 5   |
| Bandera de Argentina      | Guido Andreozzi  | 167      | 6   |
| Bandera de Argentina      | Andrea Collarini | 192      | 7   |
| Bandera de Estados Unidos | Chase Buchanan   | 197      | 8   |

- 1 Se ha tomado en cuenta el ranking del día 23 de junio de 2014.

### Otros participantes
Los siguientes jugadores recibieron una invitación (wild card), por lo tanto ingresan directamente al cuadro principal (WC):
- Jorman Reyes
- Sam Barnett
- William Conigliaro
- Gonzalo Escobar

Los siguientes jugadores ingresan al cuadro principal tras disputar el cuadro clasificatorio (Q):
- Adrian Mannarino
- Facundo Bagnis
- César Ramírez
- Roberto Quiroz

## Jugadores participantes en el cuadro de dobles

### Cabezas de serie
| País                      | Jugador             | País                 | Jugador          | Ranking1 | N.º |
| ------------------------- | ------------------- | -------------------- | ---------------- | -------- | --- |
| Bandera de El Salvador    | Marcelo Arévalo     | Bandera de México    | César Ramírez    | 411      | 1   |
| Bandera de Argentina      | Guido Andreozzi     | Bandera de Argentina | Facundo Argüello | 470      | 2   |
| Bandera de Estados Unidos | Chase Buchanan      | Bandera de Canadá    | Peter Polansky   | 516      | 3   |
| Bandera de Venezuela      | Luis David Martínez | Bandera de Colombia  | Eduardo Struvay  | 695      | 4   |

- 1 Se ha tomado en cuenta el ranking del día 23 de junio de 2014.

## Campeones

### Individual Masculino
- Adrian Mannarino derrotó en la final a  Guido Andreozzi por 4-6, 6-3, 6-2.

### Dobles Masculino
- Chase Buchanan /  Peter Polansky derrotaron en la final a  Luis David Martínez /  Eduardo Struvay por 6-4, 6-4.